# 德雲道

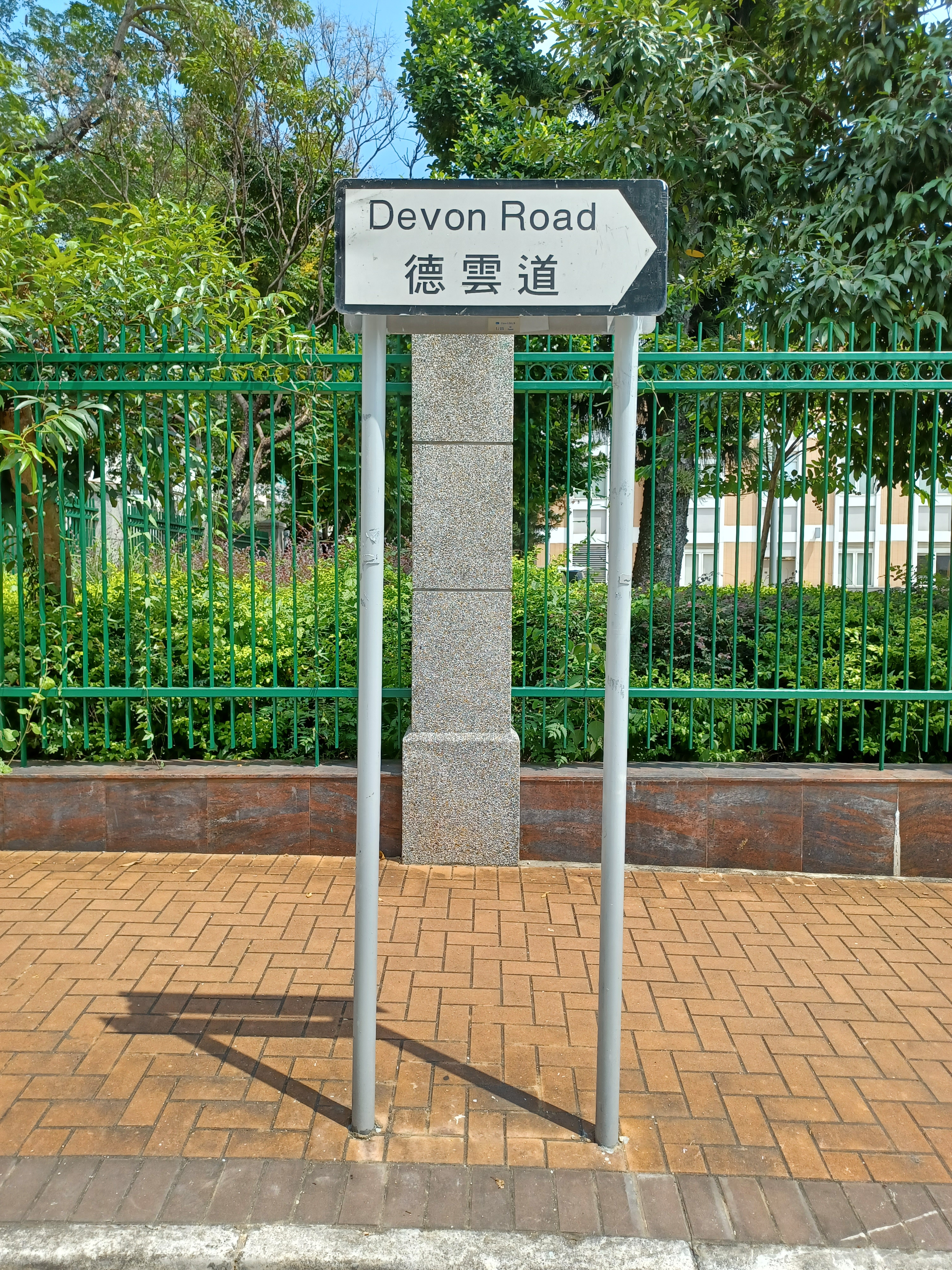
德雲道路牌

德雲道（英語：Devon Road）是一條位於香港九龍九龍塘的道路，南起森麻實道，北至歌和老街。德雲道的名稱是以英國的德雲郡命名。
德雲道為單程向北道路，不少從九龍塘公共交通交匯處或昔日的沙福道總站前往廣播道及黃大仙方向的車輛都需經德雲道再由歌和老街駛回聯合道。德雲道在上學繁忙時間十分多車輛泊在近耀中國際學校森麻實道的路段。德雲道位於九龍塘豪宅區，所以在晚上十分清靜。德雲道及多實街的交界有一小公園為多實街花園。它有一張長椅子，公園中有多棵樹木，其中以當中的榕樹最大，他幾乎遮蓋了整條多實街弧形道及多實街。此路可說是九龍塘的交通要道。

## 沿途道路
- 多實街
- 森麻實道

## 有趣歷史
德雲道與森麻實道交界曾經有一間著名時鐘酒店，名為德雲小築，又稱為德雲酒店（Devon Hotel），該時鐘酒店曾經發生過風化案。

## 著名景點
- 多實街花園
- 中國神學研究院

1. ↑  . 東方日報.   [2024-03-13]. （原始内容存档于2024-03-13） （中文（香港））.
2. ↑  . 成報.   [2024-03-13]. （原始内容存档于2024-03-13）.